# Aphareus furca
Espèce
Aphareus furca est une espèce de poissons perciformes de le famille des Lutjanidae.